# Egreš
Egreš (hongrois : Szécsegres) est un village de Slovaquie situé dans la région de Košice.

## Microrégion
Egreš fait partie depuis 2007 de la microrégion de Roňava. les autres villages faisant partie de la microrégion sont Brezina, Byšta, Čeľovce, Kazimír, Kuzmice, Lastovce, Luhyňa, Michaľany (siège), Nižný Žipov, Slivník, Stanča, Veľaty et Zemplínska Nová Ves. Le nom Roňava provient de la rivière homonyme affuente du Bodrog.

## Histoire
Première mention écrite du village en 1272.

## Démographie

### Évolution de la population
| Année:               | 1994. | 2004.   | 2014.   | 2024.   |
| -------------------- | ----- | ------- | ------- | ------- |
| Nombre de personnes: | 416   | 435     | 478     | 479     |
| Différence:          |       | +4,56 % | +9,88 % | +0,20 % |

| Année:               | 2023. | 2024.   |
| -------------------- | ----- | ------- |
| Nombre de personnes: | 466   | 479     |
| Différence:          |       | +2,78 % |